# Cantone di Meaux-Nord
Il Cantone di Meaux-Nord era una divisione amministrativa dell'arrondissement di Meaux.
È stato soppresso a seguito della riforma complessiva dei cantoni del 2014, che è entrata in vigore con le elezioni dipartimentali del 2015.
Comprendeva parte della città di Meaux e i comuni di:
- Barcy
- Chambry
- Chauconin-Neufmontiers
- Crégy-lès-Meaux
- Germigny-l'Évêque
- Penchard
- Poincy
- Varreddes